# لينوود (كاليفورنيا)
لينوود (بالإنجليزية: Lenwood CDP, California)‏ هي منطقة سكنية تقع بولاية كاليفورنيا في الولايات المتحدة. تبلغ مساحتها 5.733 كم2، وترتفع عن سطح البحر 694 م، بلغ عدد سكانها 3,543 نسمة في عام 2010 حسب إحصاء مكتب تعداد الولايات المتحدة وتصل الكثافة السكانية فيها 618 نسمة لكل كيلومتر مربع (1,600.6/ميل2).

## التركيبة السكانية
حدّد مكتب تعداد الولايات المتحدة بيانات التركيبة السكانية للينوود في تعداد الولايات المتحدة. في ما يلي، التركيبة السكانية حسب تعدادي 2000 و2010.

### تعداد عام 2000
بلغ عدد سكان لينوود 3,222 نسمة بحسب تعداد عام 2000، وبلغ عدد الأسر 1,086 أسرة وعدد العائلات 813 عائلة مقيمة في المنطقة السكنية. في حين سجلت الكثافة السكانية 562 نسمة لكل كيلومتر مربع (1,455.6/ميل2). وبلغ عدد الوحدات السكنية 1,284 وحدة بمتوسط كثافة قدره 224 لكل كيلومتر مربع (580.2/ميل2).
وتوزع التركيب العرقي للمنطقة السكنية بنسبة 66.82% من البيض و5.37% من الأمريكيين الأفارقة و2.23% من الأمريكيين الأصليين و0.84% من الأمريكيين ذوي الأصول الآسيوية و0.68% من سكان جزر المحيط الهادئ و18.13% من الأعراق الأخرى و5.93% من عرقين مختلطين أو أكثر و37.27% من الهسبانيون أو اللاتينيون من أي عرق.
بلغ عدد الأسر 1,086 أسرة كانت نسبة 46.8% منها لديها أطفال تحت سن الثامنة عشر تعيش معهم، وبلغت نسبة الأزواج القاطنين مع بعضهم البعض 53.6% من أصل المجموع الكلي للأسر، ونسبة 14.8% من الأسر كان لديها معيلات من الإناث دون وجود شريك،  بينما كانت نسبة 6.4% من الأسر لديها معيلون من الذكور دون وجود شريكة وكانت نسبة 25.1% من غير العائلات. تألفت نسبة 20.3% من أصل جميع الأسر من عدة أفراد يعيشون في نفس المنزل ونسبة 5.9% كانت تتألف من شخص يعيش بمفرده يبلغ من العمر 65 عاماً أو أكثر. وبلغ متوسط حجم الأسرة المعيشية 2.97، أما متوسط حجم العائلات فبلغ 3.42.
بلغ العمر الوسطي للسكان 30.7 عاماً. وكانت نسبة 33.6% من القاطنين تحت سن الثامنة عشر، وكانت نسبة 9% بين الثامنة عشر والرابعة والعشرين عاماً، ونسبة 28.7% كانت واقعةً في الفئة العمرية ما بين الخامسة والعشرين والرابعة والأربعين عاماً، ونسبة 19.7% كانت ما بين الخامسة والأربعين والرابعة والستين، ونسبة 9% كانت ضمن فئة الخامسة والستين عاماً فما فوق. يوجد لكل 100 أنثى 100.4 ذكر، ويوجد لكل 100 أنثى في الثامنة عشر من عمرها فما فوق 100.3 ذكر.
بلغ متوسط دخل الأسرة في المنطقة السكنية 37,845 دولارًا، أما متوسط دخل العائلة فبلغ 39,697 دولارًا. وكان متوسط دخل الذكور 35,054 دولارًا مقابل 23,919 دولارًا للإناث. وسجل دخل الفرد الخاص بالمنطقة السكنية 14,071 دولارًا. وكانت نسبة 12% من العائلات ونسبة 16.2% من السكان تحت خط الفقر، وكان من هؤلاء نسبة 22.7% تحت سن الثامنة عشر ونسبة 0% في الخامسة والستين من العمر وما فوق.

### تعداد عام 2010
بلغ عدد سكان لينوود 3,543 نسمة بحسب تعداد عام 2010، وبلغ عدد الأسر 1,133 أسرة وعدد العائلات 858 عائلة مقيمة في المنطقة السكنية. في حين سجلت الكثافة السكانية 618 نسمة لكل كيلومتر مربع (1,600.6/ميل2). وبلغ عدد الوحدات السكنية 1,282 وحدة بمتوسط كثافة قدره 223.6 لكل كيلومتر مربع (579.1/ميل2).
وتوزع التركيب العرقي للمنطقة السكنية بنسبة 60.20% من البيض و6.18% من الأمريكيين الأفارقة و2.65% من الأمريكيين الأصليين و1.04% من الأمريكيين ذوي الأصول الآسيوية و0.71% من سكان جزر المحيط الهادئ و22.95% من الأعراق الأخرى و6.27% من عرقين مختلطين أو أكثر و47.28% من الهسبانيون أو اللاتينيون من أي عرق.
بلغ عدد الأسر 1,133 أسرة كانت نسبة 46.2% منها لديها أطفال تحت سن الثامنة عشر تعيش معهم، وبلغت نسبة الأزواج القاطنين مع بعضهم البعض 47.9% من أصل المجموع الكلي للأسر، ونسبة 18.9% من الأسر كان لديها معيلات من الإناث دون وجود شريك،  بينما كانت نسبة 8.9% من الأسر لديها معيلون من الذكور دون وجود شريكة وكانت نسبة 24.3% من غير العائلات. تألفت نسبة 18.2% من أصل جميع الأسر من عدة أفراد يعيشون في نفس المنزل ونسبة 5.8% كانت تتألف من شخص يعيش بمفرده يبلغ من العمر 65 عاماً أو أكثر. وبلغ متوسط حجم الأسرة المعيشية 3.13، أما متوسط حجم العائلات فبلغ 3.50.
بلغ العمر الوسطي للسكان 29.4 عاماً. وكانت نسبة 32.7% من القاطنين تحت سن الثامنة عشر، وكانت نسبة 10% بين الثامنة عشر والرابعة والعشرين عاماً، ونسبة 25.9% كانت واقعةً في الفئة العمرية ما بين الخامسة والعشرين والرابعة والأربعين عاماً، ونسبة 22.6% كانت ما بين الخامسة والأربعين والرابعة والستين، ونسبة 8.7% كانت ضمن فئة الخامسة والستين عاماً فما فوق. وتوزع التركيب الجنسي للسكان بنسبة 50% ذكور و50% إناث.